# Zawady (gmina)
Zawady est une gmina rurale du powiat de Białystok, Podlachie, dans le nord-est de la Pologne. Son siège est le village de Zawady, qui se situe environ 34 km à l'ouest de la capitale régionale Białystok.
La gmina couvre une superficie de 112,67 km2 pour une population de 3 014 habitants.

## Géographie
La gmina inclut les villages de Cibory Gałeckie, Cibory-Chrzczony, Cibory-Kołaczki, Cibory-Krupy, Cibory-Marki, Cibory-Witki, Góra Strękowa, Konopki-Klimki, Konopki-Pokrzywnica, Krzewo-Plebanki, Kurpiki, Łaś-Toczyłowo, Maliszewo-Łynki, Maliszewo-Perkusy, Marylki, Nowe Chlebiotki, Nowe Grabowo, Nowe Krzewo, Rudniki, Stare Chlebiotki, Stare Grabowo, Stare Krzewo, Strękowa Góra, Targonie Wielkie, Targonie-Krytuły, Targonie-Wity, Wieczorki, Zawady, Zawady-Borysówka et Zawady-Kolonia.
La gmina borde les gminy de Kobylin-Borzymy, Rutki, Trzcianne, Tykocin et Wizna.